# Шоу, Уини
Уини Шоу (англ. Wini Shaw, 25 февраля 1910 — 2 мая 1982) — американская актриса, певица и танцовщица.
Уини Шоу начала актёрскую карьеру будучи ребёнком, выступая вместе с родителями в водевилях. В 1930-х началась её карьера в кино, длившаяся всего 4 года, но за это время Шоу снялась в большом количестве музыкальных фильмов компании «Warner Bros.». Она также известна как первая исполнительница песни «Lullaby of Broadway» в фильме «Золотоискатели 1935-го», получившая в следующем премию «Оскар», как «Лучшая оригинальная песня».

## Избранная фильмография
- Умная блондинка (1937) — Долли Айрланд
- Поющий ребёнок (1936) — Чернокожая певица
- Певица с Бродвея (1935) — Уинни Уартон
- Золотоискатели 1935-го (1935) — Уинни
- Выкуп в миллион долларов (1934) — Малышка
- Дело о любопытной новобрачной (1935) — Дорис Пендер